# Bioskruber
Bioskruber, biopłuczka – typ bioreaktora służący do oczyszczania powietrza. 
Biopłuczki składają się z dwóch komór: w pierwszej zachodzi przemiana zanieczyszczeń gazowych do fazy ciekłej, a w drugiej następuje biodegradacja substancji odorowych. Istnieją dwa typy biopłuczek:
- biopłuczka konwencjonalna, która w drugiej komorze zawiera mikroorganizmy w zawiesinie,
- biopłuczka z komorą osadu czynnego, która zamiast komory z mikroorganizmami w zawiesinie ma komorę z osadem czynnym.